# Ocnița
Ocnița (rumunsky Ocnița; rusky Окница, Oknica; ukrajinsky Окниця, Oknycja) je město na severu Moldavska a sídlo stejnojmenného okresu, nejsevernějšího v Moldavsku.
Oknica je velmi úzce spjata s železnicí: vznikla mezi lety 1890 a 1900 jako osada při důležitém nádraží, kde se větvila trať vedoucí od Moskvy, Kyjeva a Vinnycje na směry Bălți – Kišiněv a na Černovice. Po rozpadu SSSR význam zdejšího železničního uzlu poklesl, dodnes tudy však jezdí rychlíky Moskva – Kišiněv a dvakrát denně též osobní vlak do ukrajinských Černovic. V roce 1904 zde již bylo napočítáno 3 240 obyvatel, v roce 1994 11 300 a v roce 2005 9 300 obyvatel. Převládajícím jazykem je ruština.